# Mucroberotha angolana
Mucroberotha angolana är en insektsart som beskrevs av U. Aspöck och Mansell 1994. Mucroberotha angolana ingår i släktet Mucroberotha och familjen Berothidae. Inga underarter finns listade i Catalogue of Life.